# 濱田庄司
濱田 庄司（はまだ しょうじ、1894年〈明治27年〉12月9日 - 1978年〈昭和53年〉1月5日、本名象二）は、主に昭和時代に活躍した日本の陶芸家。民藝運動の中心的な活動家の一人であり、栃木県益子町に定住し、益子焼の中興の祖となった。
長男の濱田琉司は毎日新聞社記者。次男の濱田晋作、三男の濱田篤哉、孫（晋作の次男）の濱田友緒はいずれも陶芸家、四男の濱田能生は硝子工芸家。

## 生涯
神奈川県橘樹郡高津村（現・川崎市高津区溝ノ口）で、濱田久三の子として、母の実家である太田医院
で生まれる。東京府立一中（現・東京都立日比谷高等学校）を経て、1913年（大正2年）、東京高等工業学校（後の東京工業大学）窯業科に入学、板谷波山に師事し、窯業の基礎科学面を学ぶ。1期上の各務鑛三とは生涯交友を持った。1916年（大正5年）に同校を卒業した後は、2年先輩の河井寛次郎と共に京都市立陶芸試験場にて主に釉薬の研究を行う。またこの頃、柳宗悦、富本憲吉、バーナード・リーチの知遇を得る。
1920年（大正9年）、イギリスに帰国するリーチに同行、共同してコーンウォール州セント・アイヴスに築窯する。1923年（大正12年）には首都ロンドンで個展を開催、成功する。1924年（大正13年）に帰国し、しばらくは沖縄県の壺屋窯などで学び、1930年（昭和5年）からは、それまでも深い関心を寄せていた益子焼の産地である栃木県益子町で作陶を開始する。ほとんど手轆轤のみを使用するシンプルな造形と、釉薬の流描による大胆な模様を得意とした。
太平洋戦争後の1947年（昭和22年）、益子町に昭和天皇の戦後巡幸があり、昭和天皇に益子焼の特質について奏上する機会を得る。1952年（昭和27年）から翌53年（昭和28年）2月に柳宗悦と欧州を旅行し、リーチと再会して共に帰国した。
1955年（昭和30年）2月15日には第1回の重要無形文化財保持者（人間国宝）（工芸技術部門陶芸民芸陶器）に認定。1964年（昭和39年）に紫綬褒章、1968年（昭和43年）秋に文化功労者・文化勲章を受章した。
柳宗悦の同志として民藝運動の興隆にあたり、1961年（昭和36年）5月に柳が亡くなり、日本民藝館の館長を継いだ。1970年（昭和45年）の大阪万博における日本民芸館パビリオンの名誉館長を経て、1972年（昭和47年）春に新装開館した大阪日本民藝館の初代館長にも就任し、1974年（昭和49年）には松方三郎の後任で日本民藝協会会長を兼務した。なお柳宗理（宗悦の長男）が各・後任を継いだ。
最晩年の1977年（昭和52年）4月には自ら蒐集した日本国内外の民芸品を展示する益子参考館を開館した。
1978年（昭和53年）1月、益子にて没。享年83。従三位と銀杯一組を没後追賜された。墓所は川崎市高津区の宗隆寺。

## 没後
没後も窯元・濱田窯として引き継がれ、濱田晋作と濱田友緒の陶芸家としての仕事と職人による窯ものと呼ばれる普段使いの器が製作されている。
益子では、濱田の生誕百年を記念して1994年（平成6年）に「ましこの炎まつり」が始まり、2016年（平成28年）まで22回開催された後、担い手・出展者の減少と新型コロナ禍で途絶えたが、2025年（令和7年）1月に再開することとなった。

## 弟子
- 明石庄作
- 阿部祐工[13][14]
- 大塚邦紀：大誠窯[15]
- 岡佐久良[13]
- 大山隆[15][16][13]
- 奥田康博
- 木村一郎[注釈 2]
- 金城次郎
- 小滝悦郎[17]
- 島岡達三[13]
- 須藤政雄[18]
- 須藤武雄：日向窯[18]
- 瀧田項一[13]
- 田代誠[13]
- 濱田喜四郎[19][3][13]
- 濱田篤哉
- 濱田晋作
- 藤井佐知[20][21][22][13]
- 村田元[13]

## 著書
- 『世界の民芸』芹沢銈介・外村吉之介・菅野喜勝（写真）との共著（朝日新聞社、1972年／日本図書センター、2012年）
- 『無尽蔵』（朝日新聞社、1974年／講談社文芸文庫、2000年）
- 『窯にまかせて』（日本経済新聞出版局、1976年／日本図書センター〈人間の記録〉、1997年）

## 関連文献
- 青山二郎編『濱田庄司陶器集』工政會出版部、1933年4月。 NCID BA69287789。国立国会図書館サーチ：R100000002-I000000770500, R100000001-I1422001493891。：「国会図書館デジタルコレクション 個人向けデジタル化資料送信サービス」で閲覧可。｜『浜田庄司陶器集』- 国立国会図書館デジタルコレクション
- 水尾比呂志編・解説『近代日本の陶匠 濱田庄司 京都で道を見つけ、英国で始まり、沖縄で学び、益子で育った』講談社〈カルチャーブックス 66〉、1992年11月。ISBN 9784061980549。
- 丸山茂樹『陶匠濱田庄司 青春轆轤』（里文出版、2007年） ISBN 9784898062746
- 丸山茂樹『柳宗悦・河井寛次郎・濱田庄司の民芸なくらし』（社会評論社、2015年）
- 坂井基樹・竹見洋一郎・則武優『理想の暮らしを求めて 濱田庄司スタイル』美術出版社、2011年7月、162頁。ISBN 9784568103960。
- 誠文堂新光社 編『スリップウェア Slipware 英国から日本へ受け継がれた民藝のうつわ その意匠と現代に伝わる制作技法』誠文堂新光社、2016年1月、19-21,138,142-144,164-165,229,236頁。ISBN 9784416615980。
- 志賀直邦『民藝の歴史』（ちくま学芸文庫、2016年5月） ISBN 9784480097347
- 小林真理『至高の名陶を訪ねる 陶芸の美』株式会社芸術新聞社、2022年8月、16-17頁。ISBN 9784875866503。

### 「壷屋焼」に関する文献
- 那覇市立壷屋焼物博物館 編『民藝と壺屋焼 その影響と現在 那覇市立壺屋焼物博物館開館20周年記念／河井寛次郎・濱田庄司来沖100周年記念 平成30年度那覇市立壺屋焼物博物館特別展』那覇市立壷屋焼物博物館、2018年11月23日、3,7,31,40-50,53-56,64,66,77-80,82頁。 NCID BB2783655X。国立国会図書館サーチ：R100000002-I029537572, R100000001-I31111120254084, R100000001-I46111111816570。：展覧会カタログ／会期・会場: 2018年11月3日-12月27日 那覇市立壺屋焼物博物館3階企画展示室